# Juan Gasparini
Juan Gasparini (Azul, Argentina; 30 de abril de 1949) es un periodista argentino, residente desde 1980 en Ginebra acreditado en la sede de Naciones Unidas y ante la Confederación Suiza.

## Trayectoria
Tuvo militancia política en la tendencia revolucionaria del peronismo de la década de los 70 en Argentina.
Está diplomado en periodismo en la Universidad de Friburgo (1985) y doctorado en Sociología por la Universidad de Ginebra (1988).
Integra la organización no gubernamental (ONG) Nuevos Derechos del Hombre (NDH) y es miembro del sindicato de periodistas Impressum.
Sobreviviente de la ESMA, Gasparini pidió a Francia retirar al ex marino Ricardo Cavallo la condecoración que le otorgó en 1988 por sus tareas diplomáticas.
En septiembre de 2010 fue solicitada su comparecencia ante el Tribunal Federal 5 como víctima y testigo de las violaciones de los derechos humanos perpetradas por militares y civiles desde la ESMA durante la última dictadura. en donde, con "El segundo expolio de los bienes de desaparecidos en la megacausa ESMA", participó en los enjuiciamientos por la represión en Argentina:
 Por ello estuvo como invitado en el programa Almorzando con Mirtha Legrand del 5 de octubre de 2012.
En otra visita, en 2011, presentó una reedición de su libro La fuga del Brujo y fue declarado Visitante Ilustre Cultural en Mar del Plata.[cita requerida]
Dictó un seminario sobre periodismo de investigación, en octubre de 2011, en la Facultad de Periodismo y Comunicación Social de La Plata.

### En Argentina
Trabajó o colaboró en:
- El Porteño;
- Clarín;
- Página/12;
- Perfil;
- Revista Veintitrés

### En otros países
- CNN en español (Estados Unidos);
- Contrapunto, en El Salvador;
- El Periódico de Catalunya (España),
- Tiempo (Madrid);
- Brecha (Montevideo);
- Quehacer (Lima);
- Proceso (México);
- El Tiempo (Colombia);
- La Nación (Chile);
- Radio France Internationale, (Francia);
- Agencia France Press (Ginebra)
- V. O. Réalités (Ginebra),
- Le Courrier (Ginebra);
- Tribune de Genève (Ginebra)
- Infosud et Le Temps (Suiza)[13]

### Obras
- La Pista Suiza (1986) Buenos Aires, Lectorum Pubns Inc. ISBN 950-600-080-8
- Montoneros: Final De Cuentas, Buenos Aires, Puntosur Editores, (1988). ISBN 950-9889-19-9
- El Crimen De Graiver (1990) Europa: Zeta ISBN 950-699-025-5
- David Graiver: El Banquero De Los Montoneros (reedición) (2007) Norma ISBN 987-545-419-2 Descarga al pie de esta página
- Roldán-Paesa, La Conexión Suiza (1997) España: Akal ISBN 84-460-0817-3
- El Testigo Secreto. El juez Garzón contra la impunidad en Argentina y Chile. Cómo atrapó a Pinochet (En coautoría con Norberto Bermúdez). (1999) España: Javier Vergara Editor ISBN 950-15-1988-0
- Borges: La Posesión Póstuma. (2000) España: Softcover, Foca Ediciones y Distribuciones ISBN 84-95440-10-5, fue traducido al francés por Éditions Timéli su obra Borges: la posesión póstuma.[cita requerida]
- La Delgada Línea Blanca (narcoterrorismo en Chile y Argentina. Pinochet- Al Kassar- Menem) (2000) (En coautoría con Rodrigo De Castro). Europa: Ediciones B, Grupo Zeta ISBN 950-15-2221-0
- La Prueba (En coautoría con Norberto Bermúdez) (2001) España: Javier Vergara Editor ISBN 950-15-2252-0
- Mujeres De Dictadores (2002) México: Océano ISBN 84-8307-497-4
- La Fuga del Brujo: Historia criminal de José López Rega (2005) Buenos Aires: Norma ISBN 987-545-229-7
- La Injusticia Federal: El Ocultamiento de los Jueces y la historia negra de la SIDE en los sobornos del Senado (2005) Buenos Aires: Edhasa ISBN 950-9009-31-8
- Manuscrito de un desaparecido en la ESMA. El libro de Jorge Caffatti (2006) Buenos Aires: Norma ISBN 987-545-378-1
- El pacto Menem+Kirchner, (Suiza y los secretos del dinero negro de la política y los negocios) (2009) Buenos Aires: Sudamericana ISBN 978-950-07-3051-8
- López Rega. La fuga del Brujo. Ed. Norma, Bs. As., (2011). 2a edición, ampliada. ISBN 978-987-545-291-6
- Las Bóvedas suizas del Kirchnerismo. (2013) Ed. Sudamericana, Buenos Aires, Argentina. ISBN 978-950-074-522-2.[14]

## Premios
- Premio Rodolfo Walsh de Literatura de No Ficción (15 de julio de 2001), en la Semana Negra de Gijón, por La Delgada Línea Blanca (2000), escrito en coautoría con el periodista chileno Rodrigo de Castro.[2]
- Premio Nicolás Bouvier, a la prensa escrita, discernido por el Club Suizo de Prensa para un portal periodístico.[2]